# Quatuor à cordes no 2 de Bridge
Pour les articles homonymes, voir Quatuor à cordes no 2.
Le Quatuor à cordes no 2 en sol mineur H.115 est une composition de musique de chambre de Frank Bridge. Composé en 1915, il fut récompensé lors du concours Cobett.

## Structure
1. Allegro ben moderato
2. Scherzo (allegro vivo) en si mineur
3. Andante con moto
4. Finale: Molto adagio - Allegro vivace

- Durée d'exécution: vingt cinq minutes